# Big Bend (Texas)
Big Bend (česky Velký ohyb) je geografický region v Texasu, je to hovorové jméno regionu na západě Texasu podél hranice s Mexikem, někdy je oblast volně definována jako část Texasu jižně od dálnice U. S. Highway 90 a západně od řeky Pecos.
Oblast je řídce zalidněna, suchá a skalnatá a zahrnuje pohoří Chisos a Davis Mountain. Oblast zahrnuje kolem 4000 km² veřejných ploch, včetně národního parku Big Bend National Park a Big Bend Ranch State Park podél severního břehu řeky Rio Grande.
Největšími městy jsou Alpine, Presidio, Marfa, Sanderson a Marathon.